# Karhuperänrahka
Karhuperänrahka este o arie protejată (arie specială de conservare — SAC, sit de importanță comunitară — SCI) din Finlanda întinsă pe o suprafață de 909 ha, integral pe uscat.

## Localizare
Centrul sitului Karhuperänrahka este situat la coordonatele 60°33′38″N 23°00′19″E / 60.5606°N 23.0053°E.

## Înființare
Situl Karhuperänrahka a fost declarat sit de importanță comunitară în august 1998 pentru a proteja 1 specie de animale. Situl a fost protejat și ca arie specială de conservare în aprilie 2015.

## Biodiversitate
Situată în ecoregiunea boreală, aria protejată conține 5 habitate naturale: Cursuri de apă de la nivel de câmpie la nivel montan, cu vegetație Ranunculion fluitantis și Callitricho-Batrachion, Turbării active, Pante stâncoase silicioase cu vegetație casmofită, Taiga vestică, Mlaștini împădurite.
La baza desemnării sitului se află o specie protejată de  mamifere: veveriță zburătoare siberiană (Pteromys volans).
Pe lângă speciile protejate, pe teritoriul sitului au mai fost identificate 3 specii de păsări, 1 specie de mamifere.